# Кок Порт, Эмилио
Эмилио Кок Порт (исп. Emilio Cocq Port; 1851 — 24 июня 1906, Сантьяго) — чилийский музыкальный педагог. Отец и первый учитель Амелии Кок.
Родился в семье француза-иммигранта. Квалифицированный пианист-любитель, в связи с дефицитом преподавательских кадров был приглашён своим другом Мойсесом Алькальде занять в 1890 г. место профессора фортепиано в Национальной консерватории. В 1894—1896 гг. директор консерватории, оставил пост в связи с приглашением иностранного директора (Ханса Хартана) и в связи с необходимостью сопровождать дочь Амелию в Париж для продолжения её музыкального образования. В дальнейшем в разные годы исполнял обязанности заместителя директора.
Брат, Альфредо Кок Порт (исп. Agustín Alfredo Guillermo Cocq Port; 1844—1901) — правительственный чиновник, работал в министерстве финансов, в 1890—1892 гг. первый чилийский консул в Японии.